# Český rozhlas Rádio Česko
Český rozhlas Rádio Česko byla celoplošná stanice Českého rozhlasu mluveného slova, obsahově i formátem založená čistě na zpravodajství a na aktuální publicistice. Vysílala v letech 2005–2013. Jejím nástupcem se stala stanice Český rozhlas Plus.

## Historie
Stanice Rádio Česko byla vytvořena týmem kolem šéfredaktorky Hany Hikelové a zahájila své vysílání 1. května 2005 na internetu. Dne 21. října 2005 se její vysílání z internetu rozšířilo i do DVB-T multiplexu. Velký význam pro stanici znamenala dohoda s BBC, která umožnila od 15. března 2006 vysílat také na VKV vysílačích BBC World Service, a to v časech 8–11 a 13–16 hodin. Poté, co se v roce 2009 stala Hana Hikelová ředitelkou zpravodajských stanic Českého rozhlasu, nastoupil na pozici šéfredaktora Rádia Česko Robert Břešťan. V lednu 2011 ho vystřídal Václav Sochor. V tomto roce bylo vysílání na internetu a digitálních platformách rozšířeno z šesti na deset hodin a program byl obohacen o řadu tematických magazínů z různých oborů.
Poté, co zkrachovala jednání s BBC o rozšíření vysílacího času na FM frekvencích BBC World Service na 12 hodin denně, došlo 28. února 2013 k ukončení vysílání stanice Rádio Česko. Od následujícího dne ji s Českým rozhlasem 6 a okruhem Leonardo nahradila nová stanice Český rozhlas Plus.

## Pořady
Formát vysílání Rádia Česko byl all-news, vysílání tedy tvořilo především aktuální zpravodajství a publicistika, události z domova, ze světa, ekonomiky, kultury, vědy a dalších oborů. Stanice nabízela přehled aktuálního dění, rozhovory, reportáže, analýzy a komentáře. Důraz byl kladen na ekonomiku a na českou a světovou politiku. Vysílala rozhovory s přímými aktéry událostí, využívala zahraniční zpravodaje Českého rozhlasu a síť vlastních spolupracovníků po celém světě.
Kromě zpravodajského pásma stanice nabízela řadu specializovaných magazínů ze světa financí, byznysu, kultury, vzdělávání, architektury, literatury, zdravotnictví managementu, komerční komunikace, vědy, neziskového sektoru i společnosti. Od roku 2006 stanice vysílala každodenní diskusní pořad Studio Česko, do kterého byly zvány osobnosti z různých oborů, aby diskutovaly o aktuálních tématech v politice, ekonomice, kultuře či společnosti. Ve stejném roce se začal vysílat také cyklus Příběhy 20. století autorů Adama Drdy a Mikuláše Kroupy. Historií a novými pohledy na různé události se od roku 2009 zabýval pořad Kronika Rádia Česko.

## Distribuce signálu
Vysílání Rádia Česko bylo možné naladit od 8 do 11 hodin a od 13 do 16 hodin na VKV (FM) vysílačích BBC World Service v krajských městech České republiky. Rádio Česko vysílalo nepřetržitě od 8 do 18 hodin na digitálních platformách – DVB-T, DVB-S, DVB-C, DAB+ a internetu. Ve zbývajícím čase v digitálním multiplexu a na internetu vysílal ČRo 1 Radiožurnál a Český rozhlas 6, na VKV vysílal BBC World Service.